# Repère (mathématiques)
Pour les articles homonymes, voir Repère.
Ne pas confondre avec la notion de repère log-log ou semi-logarithmique en représentation graphique de données.
En mathématiques  un repère permet d’identifier par une liste de coordonnées chaque point d’une droite, d’un plan ou plus généralement d’un espace affine. Ce procédé fonde la géométrie analytique, dans laquelle les transformations géométriques peuvent être étudiées par leur expression.
Un repère cartésien est constitué d’un point appelé origine et d’une base de vecteurs. Il facilite ainsi la représentation graphique de données, par projection d’un nuage de points sur les axes principaux d’une analyse en composantes principales par exemple. Un repère affine est constitué de points affinement indépendants mais qui engendrent tout l’espace affine, et permettent de définir les coordonnées barycentriques.
Dans un espace euclidien, un repère cartésien peut être orthonormal si ses vecteurs de base sont unitaires et deux à deux orthogonaux. Dans ce cas, d’autres systèmes de coordonnées permettent de repérer les points, comme les coordonnées polaires, cylindriques ou sphériques...
Chaque point d’une courbe rectifiable dans le plan, ou d’une courbe gauche dans l’espace, est l’origine d’un repère de Frenet dirigé notamment par le vecteur tangent.

## Dans le plan
Un repère du plan est en général représenté par deux axes gradués et sécants en leur origine. Deux vecteurs relient l’origine aux points correspondant à la graduation 1 sur ces deux axes. Le repère est défini mathématiquement par le point à l’origine (souvent noté O) et ces deux vecteurs (souvent notés {\displaystyle {\vec {i}}} et {\displaystyle {\vec {j}}}, ou bien {\displaystyle {\vec {u}}} et {\displaystyle {\vec {v}}}) qui sont non colinéaires et forment donc une base du plan vectoriel.
Chaque point M du plan est alors muni de deux coordonnées cartésiennes : une abscisse x et une ordonnée y telle que {\displaystyle {\overrightarrow {OM}}=x{\vec {i}}+y{\vec {j}}}. Ces coordonnées peuvent se lire sur les deux axes en traçant leurs parallèles passant par M.
Le repère est orthonormal lorsque les deux axes sont perpendiculaires et gradués avec la même échelle homogène.
Par analogie, on parle aussi de repère pour des modes de représentation de données bidimensionnelles dans le plan.

## Dans un espace affine
On veut désigner un point, une courbe, une surface. Il suffit pour cela de choisir :
- une base, c’est-à-dire une famille de vecteurs particuliers permettant de désigner de manière unique n’importe quel autre vecteur par combinaison linéaire ; cette base est en général notée {\displaystyle ({\vec {\imath }},{\vec {\jmath }})} en géométrie plane, et {\displaystyle ({\vec {\imath }},{\vec {\jmath }},{\vec {k}})} en géométrie dans l'espace ;
- un point de référence, en général noté O, qu’on appelle l’origine du repère.

De manière générale, soient A un espace affine associé à un espace vectoriel E de dimension n et O un point quelconque de A, alors un repère cartésien de A est l’association du point O et d’une base de E :
{\displaystyle {\mathcal {R}}=(\ O;{\vec {e}}_{1},{\vec {e}}_{2},...,{\vec {e}}_{n})}